# Tadeusz Kubalski (1907–1944)
Tadeusz Kubalski, ps. Gryf (ur. 2 grudnia 1906, zm. 4 sierpnia 1944 w Warszawie) – oficer Wojska Polskiego w stopniu podporucznika, żołnierz Armii Krajowej, uczestnik powstania warszawskiego, harcmistrz, właściciel gospodarstw ogrodniczych w Warszawie.

## Praca zawodowa i działalność społeczna
Wraz z siostrą Marią był współwłaścicielem gospodarstw ogrodniczych na Czystem i na Szczęśliwicach. W 1932 założył i był pierwszym prezesem Warszawskiej Spółdzielni Warzywników (jej następcą była Warszawska Spółdzielnia Ogrodnicza).

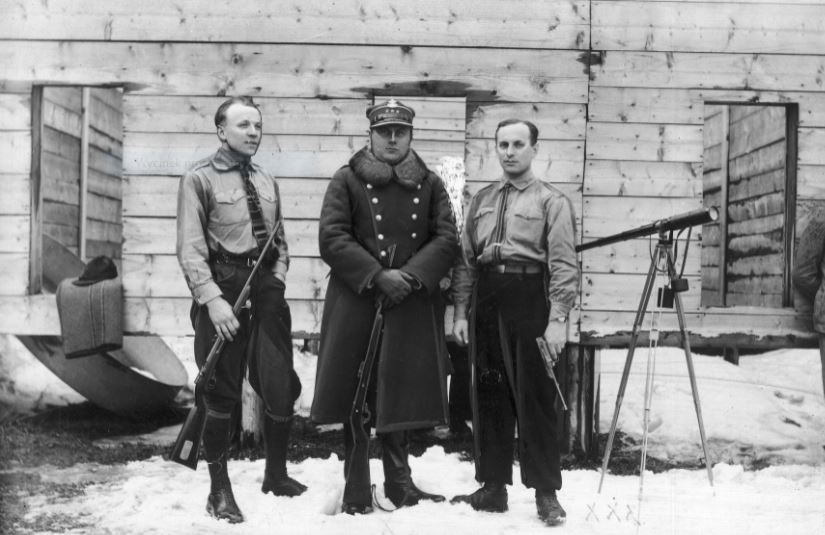
Zawody Strzeleckie o mistrzostwo Tatr i Zakopanego. Od lewej: Michał Sawicki - harcerz Klubu Strzeleckiego Łucznik Warszawa, kpt. Stanisław Jasiński - mistrz Tatr, Tadeusz Kubalski - harcerz Klubu Strzeleckiego Łucznik Warszawa.

Działał w harcerstwie, w którym był instrukturem i harcmistrzem. Zdobył tytuł mistrza Polski w strzelaniu.

## Działalność w okresie II wojny światowej
Zainicjował dostarczanie bezpłatnych warzyw przez Warszawską Spółdzielnię Warzywników do warszawskiego getta. W powstaniu warszawskim walczył w batalionie harcerskim „Wigry”. Poległ w walce 4 sierpnia 1944. Został pochowany na skwerze przy ulicy Młynarskiej, po ekshumacji spoczął w grobie rodzinnym na cmentarzu Powązkowskim w Warszawie (kwatera 36-1-22).

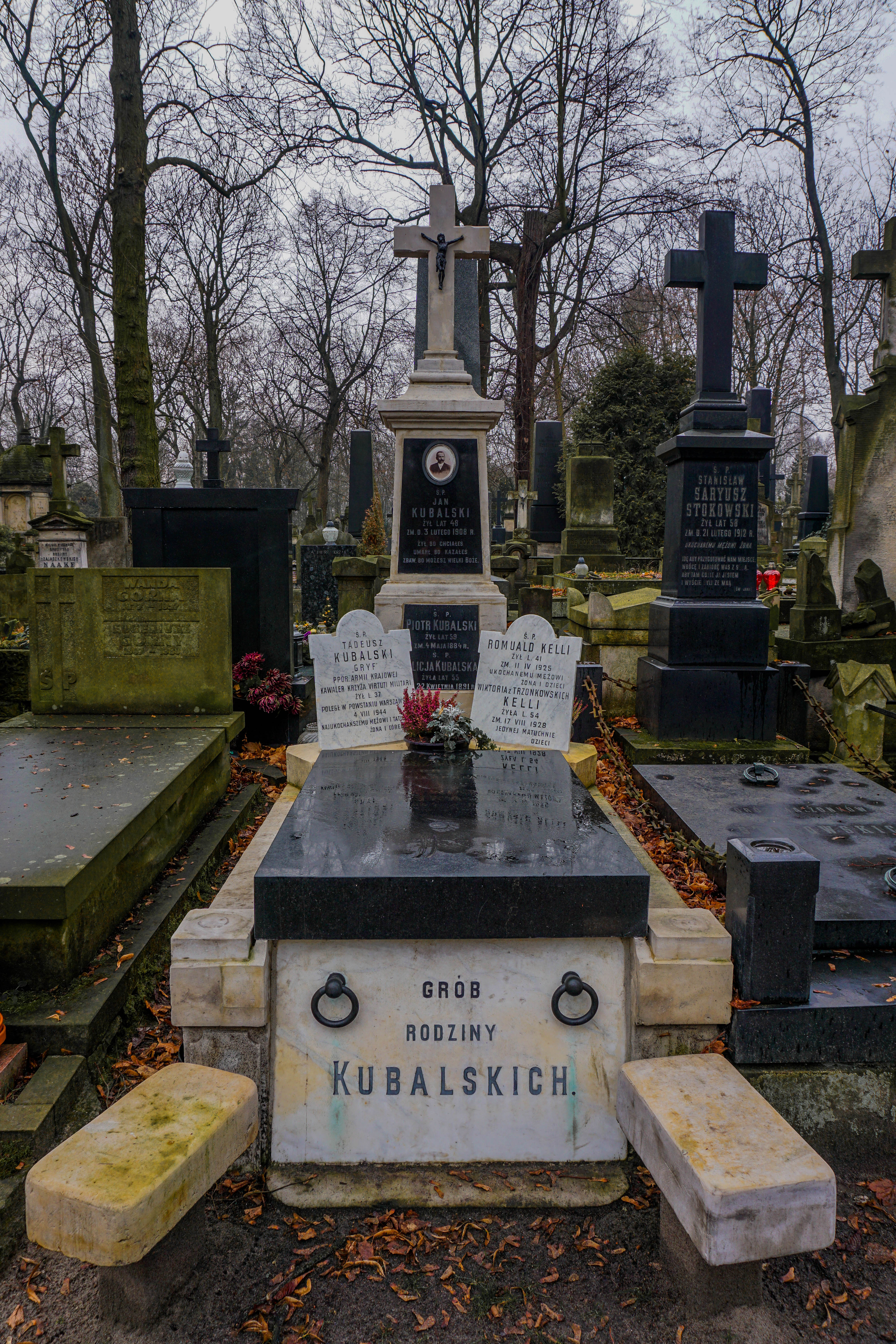
Grób Tadeusza Kubalskiego na cmentarzu Powązkowskim

## Ordery i odznaczenia
- Krzyż Srebrny Orderu Wojennego Virtuti Militari (pośmiertnie)[2]
- Krzyż Oficerski Orderu Odrodzenia Polski (pośmiertnie, 2019)
- Złoty Krzyż Zasługi (7 sierpnia 1939)[4]
- Warszawski Krzyż Powstańczy (pośmiertnie, 1981)[5]